# Omalium excavatum
Omalium excavatum är en skalbaggsart som beskrevs av Stephens 1834. Omalium excavatum ingår i släktet Omalium, och familjen kortvingar. Enligt den finländska rödlistan är arten starkt hotad i Finland. Arten är reproducerande i Sverige. Artens livsmiljö är torra gräsmarker.